# Волкерт, Эдвард
Эдвард Волкерт (англ. Edward Charles Volkert; 1871—1935) — американский художник-импрессионист, работавший в художественной колонии Олд Лайм.

## Биография
Родился в 1871 году в Цинциннати, штат Огайо, в семье продавца головных уборов, происходившего из Германии. Учился в Художественной академии Цинциннати у Фрэнка Дювенека. Также обучался в Лиге студентов-художников Нью-Йорка у Генри Моубри, Уильяма Чейза и Джорджа де Форест Браша. Выработавшийся стиль художника сочетал элементы Барбизонской школы живописи и импрессионизма.
В течение многих лет Волкерт путешествовал между Цинциннати и Нью-Йорком, предпочитая писать домашний скот и сельхозугодья в Огайо. Живя в Нью-Йорке, был президентом гильдии Bronx Art Guild. Также состоял в других сообществах, включая Национальную академию дизайна, Нью-Йоркское акварельное общество, Американскую федерацию искусств, National Arts Club, Paint and Clay Club, Duveneck Society of Cincinnati и Salmagundi Club.
После некоторого пребывания в Олд-Лайме, штат Коннектикут, в качестве гостя Флоренс Грисволд, в конце концов Волкерт переехал в местечко неподалеку от Олд Лайма. Когда в 1921 году была открыта Lyme Art Association's gallery и Грисволд стала её первым директором, Эдвард Волкерт стал первым секретарем галереи. После этого художник в 1922 году купил дом в Олд Лайме и оставшуюся части жизни жил и работал в этом городе.
Умер в 1935 году. Волкерт был женат, имел дочь Рут (1899—1932), но пережил в 1909 году тяжелый развод.

## Труды
Отличительной чертой его работ были картины, изображающие рабочих и крупный рогатый скот. Волкерт считался в США экстраординарным живописцем, оставившим после себя много работ.

Некоторые работы
Shaded stream
Chicken and sheep in the shade
Loading the drag